# 平澤坡州高速公路
平澤坡州高速公路（：／ Pyeongtaek Paju gosokdoro */?）是連接韓國京畿道平澤市和坡州市的一條高速公路。
平澤至華城段於2005年開工、2009年10月29日通車。
全線通車後將會是韓國最接近三八線的高速公路。
1. ↑  . 金融新聞. 2009年10月29日  [2010年3月1日]. （原始内容存档于2014年3月8日）.